# Брус Тарас Романович
Тара́с Рома́нович Бру́с (24 травня 1987 — 29 серпня 2014) — рядовий батальйону патрульної служби міліції особливого призначення «Дніпро-1», учасник російсько-української війни.

## Життєпис
Народився 1987 року в селі Баня Лисовицька (Стрийський район, Львівська область). Закінчив лисовицьку ЗОШ; 2011-го — Львівську комерційну академію, був приватним підприємцем — відкрив власне кафе. Батьки, які протягом останніх років мешкали в Італії, запрошували жити у них. Але Тарас навідріз відмовлявся.
З першого дня був активним учасником Євромайдану. Задля матеріального забезпечення протестувальників продав свій бізнес і навіть узяв кредит — повертав його аж до липня 2014-го, бо не хотів жити в борг. Потім був волонтером на сході, згодом — міліціонер, батальйон патрульної служби міліції особливого призначення «Дніпро-1».
Загинув 29 серпня 2014-го під час виходу з оточення поблизу Іловайська. При виході з оточення врятував дев'ятьох товаришів від смерті, Володимир Парасюк: «Ми виривались з Іловайського котла і почали обстріл і він не розгубився, взяв ініціативу на себе, вирвався вперед колони і витягнув в безпечне місце». Проїхавши кілька кілометрів, вояки знову потрапили під кулі, Тарас першим почав відстрілюватись, навіть коли його поранили, він і далі вів вогонь до останнього.
Станом на 15 вересня 2014-го про смерть не було відомо, родина його ще шукала. Тарас був похований у Запоріжжі невпізнанним, на прохання родичів провели ексгумацію.
20 грудня 2014-го відбулося останнє прощання у Львові — в Гарнізонному храмі святих апостолів Петра та Павла. Похований у Бані-Лисовицькій з військовими почестями.
Без Тараса лишились дідусь, батьки та брат.

## Нагороди та вшанування
- 14 листопада 2014 року за особисту мужність і героїзм, виявлені у захисті державного суверенітету та територіальної цілісності України, вірність військовій присязі під час російсько-української війни, відзначений — нагороджений орденом «За мужність III ступеня» (посмертно).
- 7 травня 2016-го нагороджений відзнакою «Народний Герой України» (посмертно)
- 23 травня 2017-го у Львівському торговельно-економічному університеті відкрито меморіальні дошки Дмитру Кузьміну і Тарасу Брусу
- Piano Extremist присвятив Тарасу Брусу свою композицію «Іловайськ»
- Його портрет розміщений на меморіалі «Стіна пам'яті полеглих за Україну» у Києві: секція 3, ряд 10, місце 16
- Вшановується 29 серпня на щоденному ранковому церемоніалі вшанування українських захисників, які загинули цього дня в різні роки внаслідок російської збройної агресії[1]
- Іловайський Хрест (посмертно)
- 30 серпня 2015 року у центрі міста Моршина, біля пам'ятника Т. Г. Шевченку, урочисто відкрито та освячено Меморіальну стелу на честь Тараса Бруса
- 28 серпня 2016 року в селі Баня Лисовицька Стрийського району відкрито сквер імені Тараса Бруса та пам'ятник